# Manoir de la Ville-Colas
Le manoir de la Ville-Colas est situé à Trébédan en France.

## Localisation
Le manoir est situé sur la commune de Trébédan au lieu-dit de Manoir de la Ville-Colas dans le département des Côtes-d'Armor, dans la région Bretagne.

## Description
Précédé d'une grande cour d'honneur fermée par une grille, l'édifice ouvre au sud sur un jardin à la française dessiné en 1911 et limité par des douves. De chaque côté du manoir sont bâtis deux édifices symétriques : une orangerie et un bûcher, datés de 1786. Vers l'est, les dépendances ferment la cour (sellerie, garages). À l'ouest se situe une ferme, non loin du colombier et de la chapelle datant du XVIe siècle.

## Historique
Demeure dans le goût de la fin du règne de Louis XV et du règne de Louis XVI, la construction du château du Chalonge débute vers 1785.
Le manoir est inscrit au titre des monuments historiques par arrêté du 20 décembre 1990,.